# Клаус фон Клітцинг
Клаус фон Клітцинг  (нім. Klaus von Klitzing; нар. 28 червня 1943, Шрода, окупована Німеччиною частина Польщі) — німецький фізик, лауреат Нобелівської премії з фізики 1985. Став всесвітньо відомим після експериментального відкриття квантового ефекту Хола.

## Життєпис
Народився у місті Шрода неподалік німецько-польського кордону. Він був третім з чотирьох дітей лісничого Богислава фон Клітцинга та Анни Ульбріх. Під час Другої світової війни родина Клітцингів емігрувала на Захід до Люттена, потім до Ольденбурга, а 1961 - до Ессена. Клаус здобув середню освіту в Артланд-гімназії міста Квахенбрюна, що дозволило йому з 1962 до 1969 спеціалізуватися з фізики в Технічному університеті Брауншвейга. З 1969 по 1980 рік в університеті Вюрцбурга. 1972 року захистив дисертацію на вчений ступінь доктора філософії, за темою «Гальваномагнітні властивості телуру в сильних магнітних полях». 
1975 Клітцинг провів в Оксфорді, де в той час виготовлялися кращі надпровідні магніти — важливий інструмент для дослідження поведінки електронів у напівпровідниках.
Через чотири роки починає працювати в лабораторії сильних магнітних полів у Греноблі.
У 1978 році став доктором наук (Doctor Habilitation). А з 1980 до 1984 — професор Технічного університету Мюнхена. З 1985 — директор Інституту досліджень твердого тіла імені Макса Планка в Штутгарті.

## Громадська діяльність
У 1992 році спільно з іншими видатними науковцями підписав «Попередження людству».
У 2016 році спільно з іншими нобелівськими лауреатами підписав відкритого листа до ООН, Грінпіс та урядів усього світу із закликом припинити боротьбу з генетично модифікованими організмами (ГМО).

## Особисте життя
Одружений, має двох синів і дочку.

## Вшанування
- У фізиці квант опору (відношення сталої Планка до квадрату елементарного заряду) називають сталою фон Клітцинга.
- 58215 фон Клітцінґ — астероїд, названий на честь науковця[9].
- У двох німецьких містах є вулиці названі на честь Клітцинга: von Klitzing Strasse у Квакенбрюці та Klaus von Klitzing Strasse у Ландау.